# 로슈미트 상수
로슈미트 상수 또는 로슈미트 수 (기호: n 0 )는 주어진 부피 1m3에 존재하는 이상 기체 입자(원자 또는 분자)의 개수이다. 일반적으로 표준 온도 및 압력에서 기술된다. 2014 과학 기술 데이터 위원회(CODATA)의 권장 값은 0 °C, 1기압에서 1세제곱미터당 2.6867811(15) ×1025 이고, 한편 종전의 2006 CODATA 권장 값 은 0 °C, 1기압에서 1세제곱미터당 2.686 7774(47) ×1025이다. 이 값은 1865년에 분자의 물리적 크기를 처음으로 추정한 오스트리아의 물리학자인 요한 요제프 로슈미트의 이름을 따서 명명되었다. "로슈미트 상수"의 용어는 특히 독일어 텍스트에서 아보가드로 상수를 표기할 때 때때로 사용된다.
로슈미트 상수는 다음의 관계식,
{\displaystyle n_{0}={\frac {p_{0}}{k_{\rm {B}}T_{0}}}}
으로 주어지는데 여기서 p0는 압력, kB는 볼츠만 상수, T0는 열역학적 온도이다. 이 숫자는 아보가드로 상수 N A 와 다음 식,
{\displaystyle n_{0}={\frac {p_{0}N_{\rm {A}}}{RT_{0}}}}
과 같이 관련되어 있는데 여기서 R은 기체 상수이다.
개수 밀도의 척도인 로슈미트 상수는 기체 및 기타 물질에 대한 실제의 개수 밀도 단위인 아마가트(amagat)를 아래와 같이
1 아마가트 = n 0 = 2.6867811 ×1025 m -3 ,
로 정의할 때 사용하므로 로슈미트 상수는 정확히 1 아마가트가 된다.

## 현대적 결정
물리 상수에 대한 권장 값인 CODATA 세트에서 로슈미트 상수는 기체 상수와 아보가드로 상수로부터 계산된다.
{\displaystyle n_{0}={\frac {N_{\rm {A}}}{R}}{\frac {p_{0}}{T_{0}}}={\frac {A_{\rm {r}}({\rm {e}})M_{\rm {u}}c\alpha ^{2}}{2R_{\infty }hR}}{\frac {p_{0}}{T_{0}}}}
여기서 Ar (e)는 전자의 상대 원자 질량, Mu 는 몰 질량 상수, c는 빛의 속도, α는 미세 구조 상수, R∞는 뤼드베리 상수, h는 플랑크 상수이다. 압력과 온도는 자유롭게 선택할 수 있는데 로슈미트 상수 값으로 인용해야 한다. 현재 알려진 로슈미트 상수의 정밀도는 전적으로 기체 상수 값의 불확실성에 의해 제한된다.

## 최초의 결정
로슈미트는 현재 그의 이름이 붙어 있는 상수 값을 실제로 계산하지 않았지만, 이 값은 그가 발표한 결과 등을 간단하고 논리적으로 조작한 결과에 의한 것이다. 제임스 클러크 맥스웰은 8년 후의 공개 강연에서 다음과 같은 용어로 그 논문을 설명했다.
로슈미트는 동역학 이론으로부터 다음과 같은 놀라운 비 값을 추론했다. 즉, 기체의 부피가 그 안에 포함된 모든 분자의 총 부피와 같듯이 분자의 평균 경로는 분자 직경의 1/8이다.
이 "놀라운 비 값"을 도출하기 위해 로슈미트는 맥스웰의 평균 자유 경로의 정의로부터 시작했다(이 페이지의 결과 값과 평균 자유 경로를 참조하는 페이지 간에는 불일치가 있는데, 여기에서는 추가적인 요소인 3/4이 들어 있다.
{\displaystyle \ell ={\frac {3}{4n_{0}\pi d^{2}}}}
여기서 n0 는 로슈미트 상수와 같은 의미로 단위 부피당 분자의 수인이며, d는 분자의 유효 직경(구형이라고 가정)이다. 이 식을 정리하면,
{\displaystyle {\frac {1}{n_{0}}}={\frac {16}{3}}{\frac {\pi \ell d^{2}}{4}}}
이 되는데, 여기서 1/n0 은 기체 상태의 각 분자가 차지하는 부피이고 π ℓd 2/4는 두 충돌 사이의 궤적에서 분자가 만드는 실린더의 부피이다. 그런데 각 분자의 실제 부피는 πd 3/6으로 주어지므로 n0πd 3/6은 분자 사이의 빈 공간을 제외한 모든 분자가 차지하는 부피이다. 로슈미트는 이 부피를 액화 가스의 부피와 동일시했다. 방정식의 양변을 n0πd3/6으로 나누면 Vliquid / Vgas 의 인수를 도입하는 효과가 있는데, 로슈미트는 이 비값을 "응축 계수"라고 불렀고 실험적으로 측정할 수 있다. 이때 위 방정식은 다음의 식,
{\displaystyle d=8{\frac {V_{\rm {l}}}{V_{\rm {g}}}}\ell }
으로 간략하게 하여 기체 분자의 직경과 측정 가능한 현상과 관련지을 수 있다.

현재 로슈미트의 이름이 붙은 상수인 개수 밀도 값은 분자의 직경을 평균 자유 경로의 정의에 간단히 대입하고 재배열하면 구할 수 있다.
{\displaystyle n_{0}=\left({\frac {V_{\rm {g}}}{V_{\rm {l}}}}\right)^{2}{\frac {3}{256\pi \ell ^{3}}}}
로슈미트는 이러한 단계를 수행하지 않고  공기 분자의 평균 직경을 추정하기로 하였다. 응축 계수를 알 수 없어 추정해야 했는데 이는 사소한 작업이 아니었다. Raoul Pictet 과 Louis Paul Cailletet이 처음으로 질소를 액화하기까지는 12년이 더 걸렸다. 평균 자유 경로도 불확실했다. 그럼에도 불구하고 로슈미트는 약 1나노미터 직경에 도달했는데, 이 크기 값의 차수는 옳은 값이다.
공기에 대한 로슈미트의 추정 데이터 값, n 0 = 1.81 ×1024 m-3 이었다. 8년 후, 맥스웰은 cm 3 당 "약 19 백만 백만 백만" 즉, 1.9 ×1025 m-3 의 값을 언급했다.

## 같이 보기
- 아보가드로의 법칙